# Zigmas Lydeka
Zigmas Lydeka (ur. 23 sierpnia 1954 w Žyniai na Suwalszczyźnie) – litewski ekonomista, w latach 2006–2015 rektor Uniwersytetu Witolda Wielkiego. 

## Życiorys
W 1977 ukończył studia na Kowieńskim Instytucie Politechnicznym, gdzie nauczał w latach 1977–1990. Od 1977 do 1983 studiował na Uniwersytecie w Leningradzie. 
W 1990 zatrudniony w Uniwersytecie Witolda Wielkiego. W latach 1997–1999 stał na czele tamtejszej Katedry Gospodarki i Finansów. Od 1998 do 2002 był dziekanem Wydziału Ekonomii i Zarządzania UWW. W 2006 wybrano go na rektora uczelni. Funkcję sprawował przez dwie kadencje do 2015. 
W 1999 uzyskał stopień doktora habilitowanego w dziedzinie nauk społecznych. Od 1999 do 2006 był członkiem Litewskiej Rady Naukowej, kierował jej stałą komisją ekspertów ds. finansowania badań naukowych. W 2018 został profesorem honorowym Uniwersytetu Witolda Wielkiego. 
Zajmuje się naukowo m.in. filozofią ekonomii oraz metodologią transformacji ustrojowej. 

## Wybrane publikacje
- Rinkos ekonomikos tapsmas: teoriniai svarstymai, 2001
- Taikomoji ekonomika (współautor) 1997
- Ekonominių teorijų istorija, 2001
- Firmos ekonomikos pagrindai (współautor), 2001
- Ekonomikos, vadybos ir verslo pagrindai, 2005
- Mikroekonomika, 2006

## Źródła
- Zigmas Lydeka. Garbės profesorius / Honorary Professor. vdu.lt. [dostęp 2025-01-20]. (lit.).